# Jordan Burroughs
Jordan Ernest Burroughs (Camden, 8 de julio de 1988) es un deportista estadounidense que compite en lucha libre.
Participó en dos Juegos Olímpicos de Verano, obteniendo una medalla de oro en Londres 2012, en la categoría de 74 kg, y el noveno lugar en Río de Janeiro 2016, en la misma categoría. En los Juegos Panamericanos obtuvo tres medallas de oro, entre los años 2011 y 2019.{iat-lu|id=8F8D01E82E794B529D2990357DDF649C|fechaacceso=25 de abril de 2024}} 
Ganó nueve medallas en el Campeonato Mundial de Lucha entre los años 2011 y 2022, y cinco medallas en el Campeonato Panamericano de Lucha entre los años 2014 y 2022.

## Palmarés internacional
| Juegos Olímpicos        | Juegos Olímpicos           | Juegos Olímpicos  | Juegos Olímpicos |
| Año                     | Lugar                      | Medalla           | Categoría        |
| ----------------------- | -------------------------- | ----------------- | ---------------- |
| 2012                    | Londres (Reino Unido)      | Medalla de oro    | 74 kg            |
| Campeonato Mundial      |                            |                   |                  |
| Año                     | Lugar                      | Medalla           | Categoría        |
| 2011                    | Estambul (Turquía)         | Medalla de oro    | 74 kg            |
| 2013                    | Budapest (Hungría)         | Medalla de oro    | 74 kg            |
| 2014                    | Taskent (Uzbekistán)       | Medalla de bronce | 74 kg            |
| 2015                    | Las Vegas (Estados Unidos) | Medalla de oro    | 74 kg            |
| 2017                    | París (Francia)            | Medalla de oro    | 74 kg            |
| 2018                    | Budapest (Hungría)         | Medalla de bronce | 74 kg            |
| 2019                    | Nursultán (Kazajistán)     | Medalla de bronce | 74 kg            |
| 2021                    | Oslo (Noruega)             | Medalla de oro    | 79 kg            |
| Juegos Panamericanos    |                            |                   |                  |
| Año                     | Lugar                      | Medalla           | Categoría        |
| 2011                    | Guadalajara (México)       | Medalla de oro    | 74 kg            |
| 2015                    | Toronto (Canadá)           | Medalla de oro    | 74 kg            |
| 2019                    | Lima (Perú)                | Medalla de oro    | 74 kg            |
| Campeonato Panamericano |                            |                   |                  |
| Año                     | Lugar                      | Medalla           | Categoría        |
| 2014                    | Ciudad de México (México)  | Medalla de oro    | 74 kg            |
| 2016                    | Frisco (Estados Unidos)    | Medalla de oro    | 74 kg            |
| 2019                    | Buenos Aires (Argentina)   | Medalla de oro    | 74 kg            |
| 2020                    | Ottawa (Canadá)            | Medalla de oro    | 74 kg            |
| 2022                    | Acapulco (México)          | Medalla de oro    | 79 kg            |